# Bettel (Tandel)

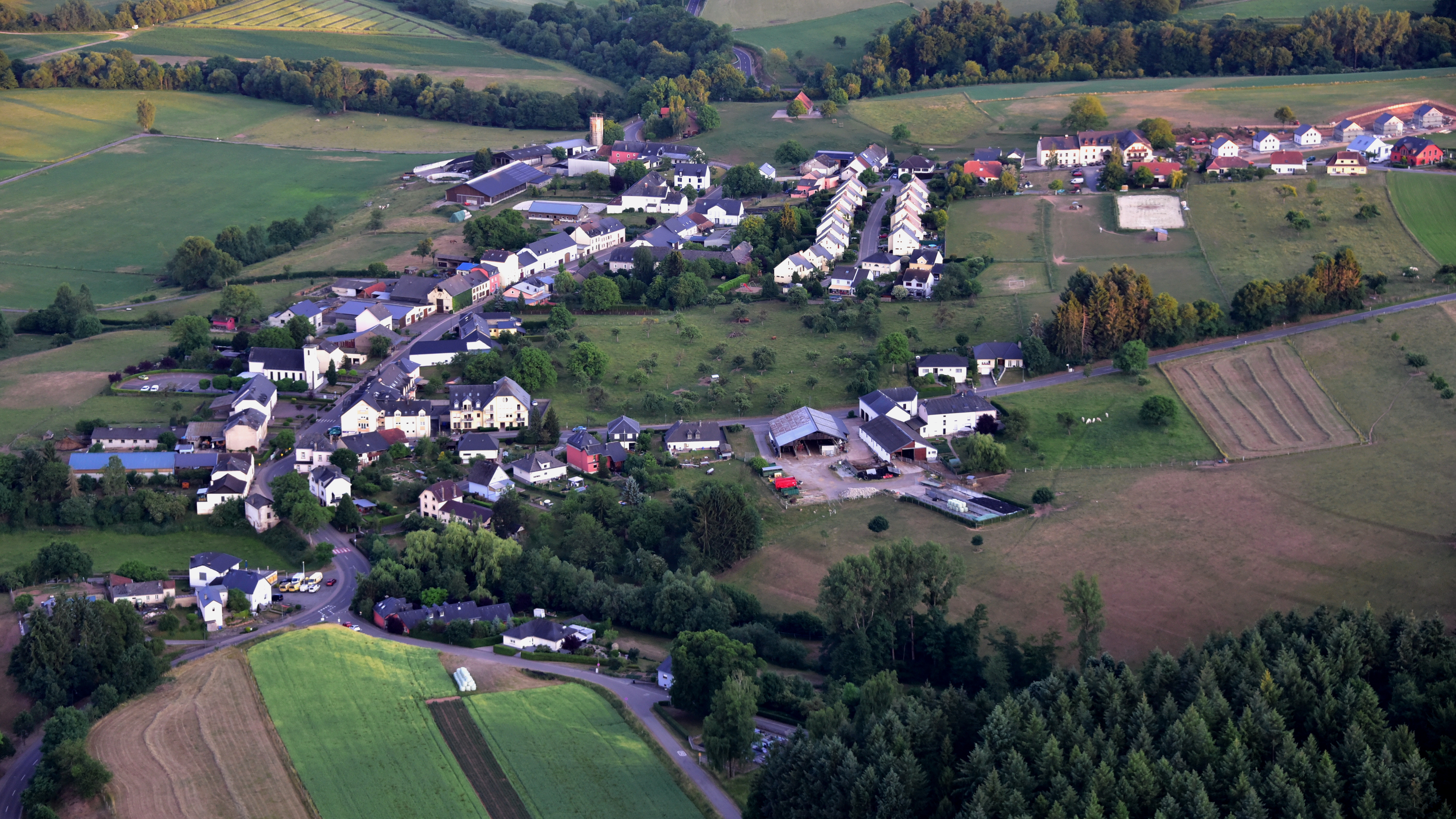
Bettel, Luftaufnahme (2017)

Bettel ist eine Ortschaft in der Gemeinde Tandel im Kanton Vianden in Luxemburg.

## Lage
Bettel liegt unmittelbar an der deutsch-luxemburgischen Grenze, gegenüber dem deutschen Ort Roth an der Our. In der Nähe von Fuhren entspringt der Bettelerbach und mündet bei Bettel in die Our.

## Geschichte
Eine urkundliche Erwähnung erfuhr der Ort 1322 als Walther von Clervaux den Hof Bittelde dem Grafen Heinrich von Vianden für 150 Pfund kleiner schwarzer Turneser zu Lehn auftrug. Mitte des 19. Jh. hatte Bettel 133 Einwohner und bestand aus 17 Wohnhäusern. Die Kirche Saint-Hubert war eine zu Fouhren gehörige Filialkirche.
Bettel lag an der ehemaligen Bahnlinie der Schmalspurbahn Diekirch–Vianden. Heute wird die ehemalige Bahnstrecke zwischen Fouhren und Vianden teilweise als Radweg genutzt.

## Bauwerke
Die Brücke von Bettel verbindet Deutschland (Roth an der Our) mit Luxemburg (Bettel). Sie führt über die Our und ist der Begegnungspunkt der Straßen N10 (luxemburgisch) und K5 (deutsch). Die heutige Brücke aus dem Jahr 1955 ersetzt das Bauwerk von 1874, das von der Wehrmacht auf dem Rückzug am 12. September 1944 gesprengt wurde. Sie ist 42 m lang und weist eine Breite von neun Metern auf. 

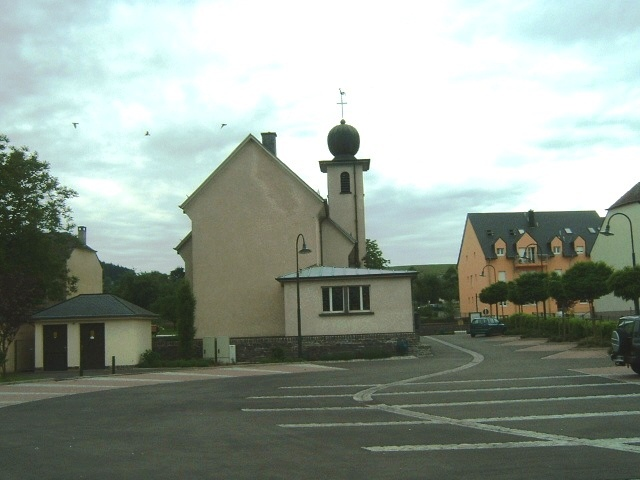
Kirche St. Hubert
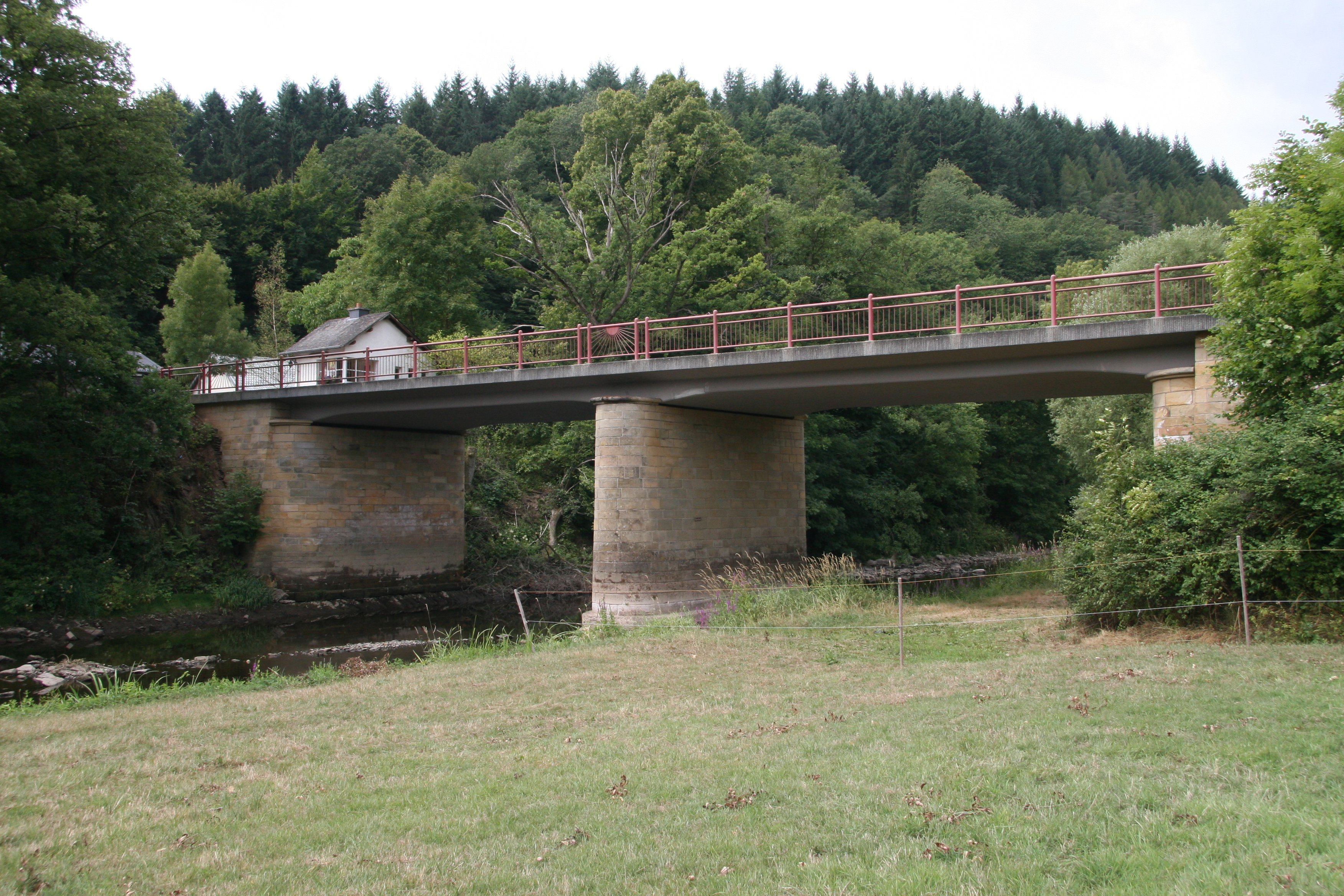
Brücke von Bettel über die Our
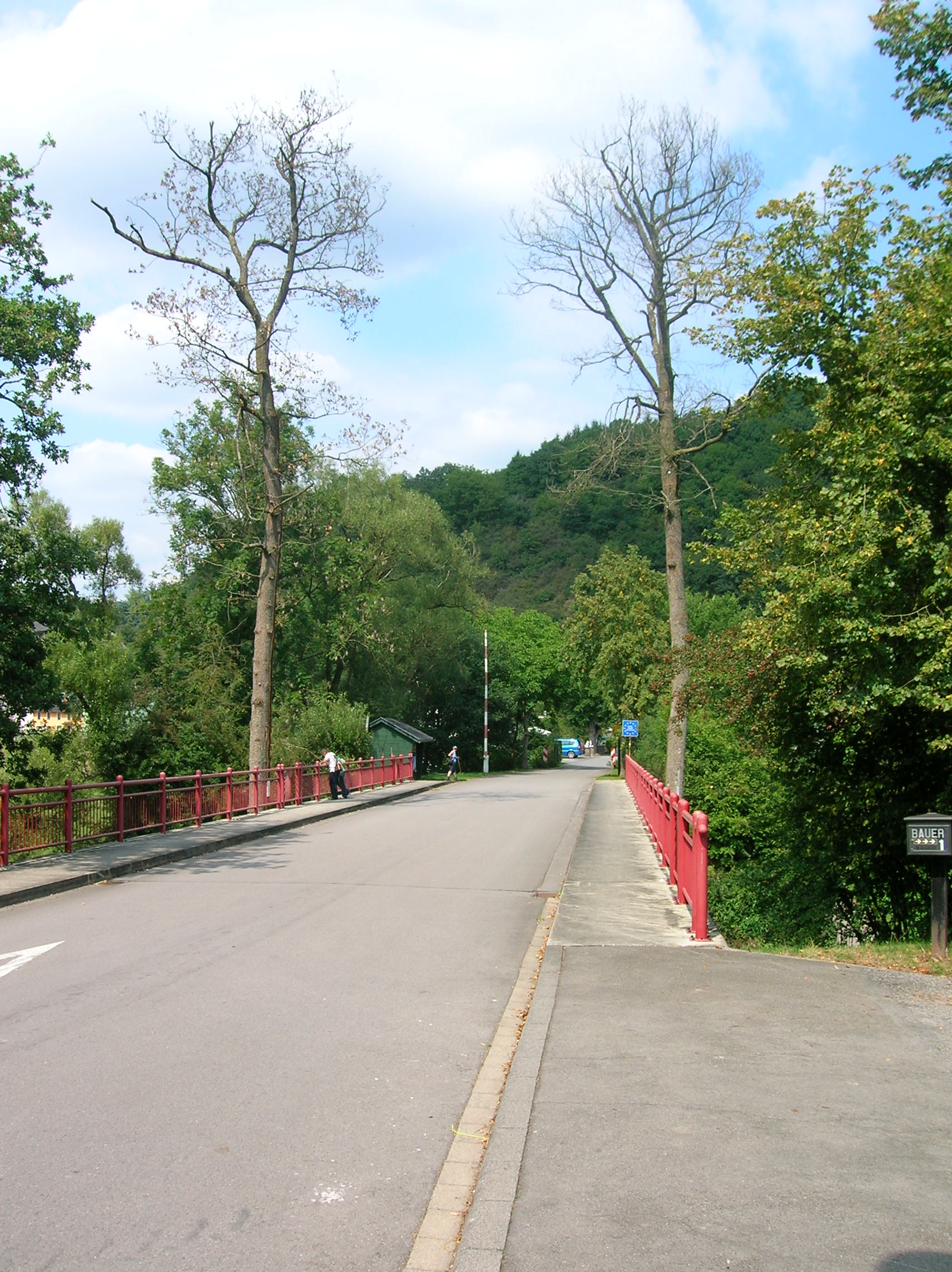
Brücke nach Bettel
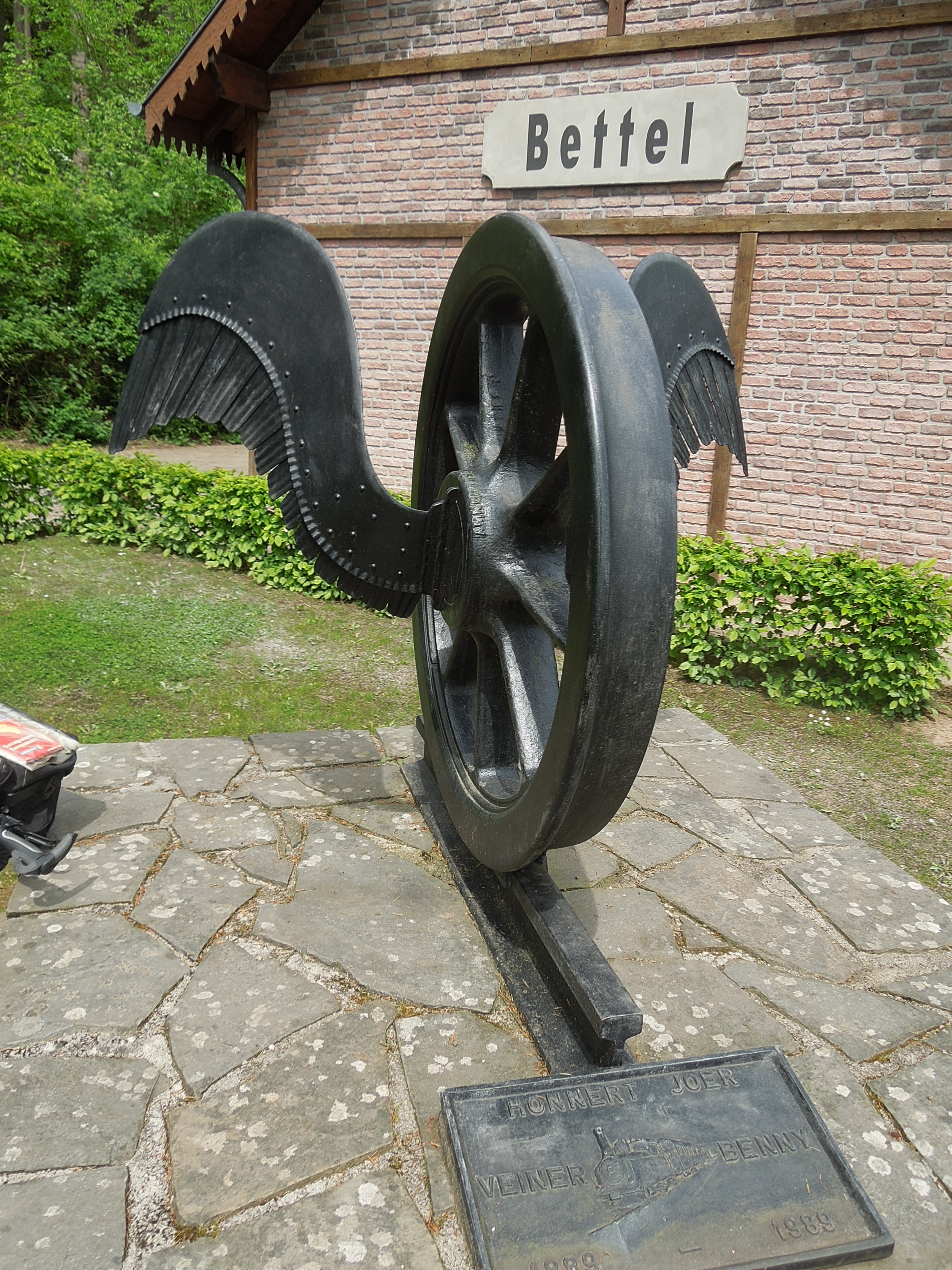
Ehemaliger Bahnhof Bettel